# Melgar de Arriba
Melgar de Arriba è un comune spagnolo di 297 abitanti situato nella comunità autonoma di Castiglia e León.